# Desa Penyabangan
Desa Penyabangan är en administrativ by i Indonesien.   Den ligger i provinsen Provinsi Bali, i den sydvästra delen av landet, 900 km öster om huvudstaden Jakarta. Desa Penyabangan ligger på ön Bali.